# Кампо-нель-Эльба
Кампо-нель-Эльба (итал. Campo nell'Elba) — коммуна в Италии, располагается на острове Эльба в регионе Тоскана, в провинции Ливорно.
Население составляет 4452 человека (2008 г.), плотность населения составляет 81 чел./км². Занимает площадь 55 км². Почтовый индекс — 57034. Телефонный код — 0565.
Покровителем населённого пункта считается святой San Gaetano di Thiene.

## Демография
Динамика населения:

## Администрация коммуны
- Официальный сайт: http://www.comune.camponellelba.li.it Архивная копия от 14 мая 2021 на Wayback Machine